# Neoppia minuta
Neoppia minuta är en kvalsterart som beskrevs av Sunanda Bhattacharya och Banerjee 1981. Neoppia minuta ingår i släktet Neoppia och familjen Oppiidae. Inga underarter finns listade i Catalogue of Life.